# Diane Schöler

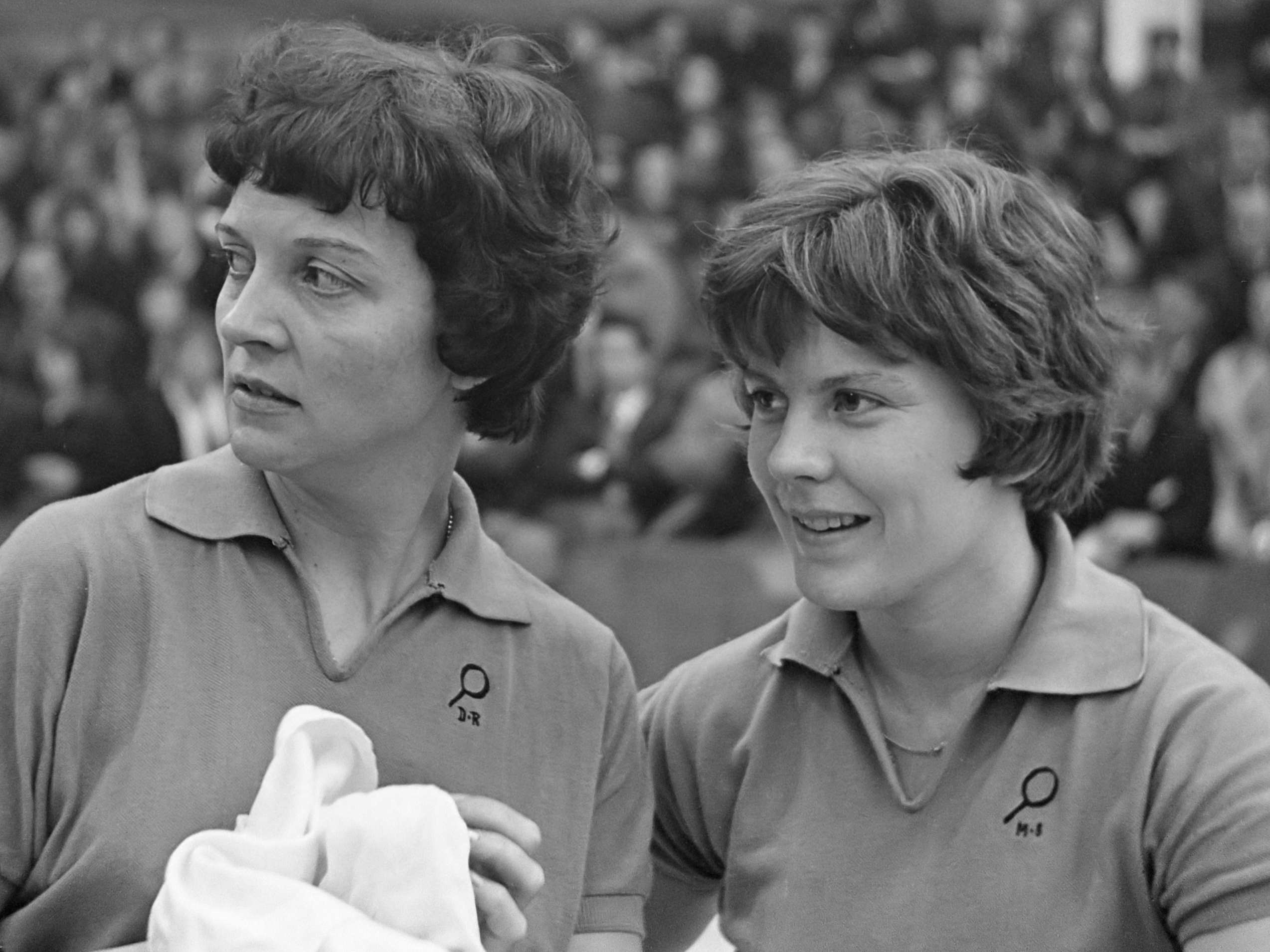
Diane Rowe (l.) und Mary Shannon (1963)

Diane Schöler, geb. Rowe (* 14. April 1933 in Marylebone, London; † 19. Juni 2023 in Kaarst), war eine britisch-deutsche Tischtennisspielerin. Sie gewann zwischen 1951 und 1973 20 Medaillen bei Weltmeisterschaften und 14 Medaillen bei Europameisterschaften, den Großteil davon als Britin; 1951 und 1954 feierte sie ihre größten Erfolge und wurde jeweils Weltmeisterin im Doppel. Ab 1966 trat sie als Deutsche an und errang dabei vier ihrer Medaillen.

## Werdegang
1933 wurden die Zwillingsschwestern Diane und Rosalind Rowe geboren. Mit 14 Jahren begannen sie, ernsthaft Tischtennis zu spielen. Sie wurden Mitglied im Verein Ealing im westlichen London, wo sie der mehrfache Weltmeister Victor Barna trainierte und sportlich voranbrachte. 1950 erreichte sie bei den internationalen Tischtennis-Meisterschaften von England das Halbfinale.
Diane war Linkshänderin. Bis zur Weltmeisterschaft 1951 spielte sie Abwehr, in der Folgezeit wurde ihr Spielstil offensiver. Bis 1966 spielte sie mehr als 200 Länderkämpfe für England und nahm in dieser Zeit an elf Weltmeisterschaften teil. Dabei gewann sie mit ihrer Schwester 1951 und 1954 die Goldmedaille im Doppel. Deshalb wurden sie häufig auch die Rowe-Zwillinge (Rowe twins) genannt. 1962 und 1964 wurde Diane mit Mary Shannon Europameisterin im Doppel.
Anfang 1966 heiratete sie den deutschen Spitzenspieler Eberhard Schöler, mit dem sie eine Tochter (* 1968) und einen Sohn (* 1974) hatte. Von da an lebte sie in Düsseldorf und war Mitglied bei Post SV Düsseldorf. Erstmals wurde sie im Oktober 1966 für ein deutsches Länderspiel nominiert, wo sie in Weißenthurm gegen Ungarn ihr Einzel verlor. Für Deutschland startete sie ab 1967 noch viermal bei Weltmeisterschaften. 1967 bis 1973 nahm sie an deutschen Meisterschaften teil und gewann dabei sieben DM-Titel (2 Mal Einzel, 3 Mal Doppel, 2 Mal Mixed).
Am 27. April 1973 trat sie vom internationalen Leistungssport zurück, nachdem sie ihr 70. und letztes Länderspiel für Deutschland bestritten hatte.

## Funktionärin und Autorin
Danach war sie noch bis 1997 als Trainerin und als Damenwartin des Westdeutschen Tischtennis-Verbandes tätig. 1993 wurde sie mit dem ITTF Merit Award ausgezeichnet. Von 1997 bis 2013 war sie Präsidentin des Swaythling Club International. Für ihre Verdienste um den Tischtennissport wurde ihr im Juni 2001 vom DTTB der Dr. Dieter Mauritz Gedächtnispreis verliehen.
Bekannt sind ihre Bücher The Twins on Table Tennis, das sie 1955 mit ihrer Schwester Rosalind herausgab, sowie das 1965 erschienene Table Tennis.

## Erfolge
- Weltmeisterschaften
  - 1951 in Wien
    - 1. Platz Doppel (mit Rosalind Rowe)
    - 3. Platz Mixed (mit Johnny Leach, ENG)
    - 3. Platz mit Team England

  - 1952 in Bombay
    - 2. Platz Doppel (mit Rosalind Rowe)
    - 2. Platz Mixed (mit Johnny Leach, ENG)
    - 3. Platz mit Team England

  - 1953 in Bukarest
    - 3. Platz Einzel
    - 2. Platz Doppel (mit Rosalind Rowe)
    - 2. Platz mit Team England

  - 1954 in Wembley
    - Viertelfinale Einzel
    - 1. Platz Doppel (mit Rosalind Rowe)
    - 3. Platz mit Team England

  - 1955 in Utrecht
    - Viertelfinale Einzel
    - 2. Platz Doppel (mit Rosalind Rowe)
    - 3. Platz mit Team England

  - 1956 in Tokio
    - Viertelfinale Einzel
    - 3. Platz Doppel (mit Ann Haydon, ENG)
    - 2. Platz mit Team England

  - 1957 in Stockholm
    - 2. Platz Doppel (mit Ann Haydon, ENG)

  - 1959 in Dortmund
    - 3. Platz Doppel (mit Ann Haydon, ENG)

  - 1961 in Peking
    - Viertelfinale Einzel

  - 1963 in Prag
    - 2. Platz Doppel (mit Mary Shannon, ENG)

  - 1965 in Ljubljana
    - 3. Platz mit Team England

  - 1967 in Stockholm
    - 1. Teilnahme für Deutschland, nicht im Team eingesetzt

  - 1969 in München
    - 5. Platz mit Team Deutschland

  - 1971 in Nagoya
    - 3. Platz Mixed (mit Eberhard Schöler)
    - 7. Platz mit Team Deutschland

  - 1973 in Sarajevo
    - 7. Platz mit Team Deutschland
- Europameisterschaften
  - 1958 in Budapest
    - Viertelfinale Einzel
    - 3. Platz Doppel (mit Ann Haydon, ENG)
    - 1. Platz mit Team England

  - 1960 in Zagreb
    - 3. Platz Einzel
    - 2. Platz mit Team England

  - 1962 in Berlin-West
    - 2. Platz Einzel
    - 1. Platz Doppel (mit Mary Shannon, ENG)
    - 3. Platz Mixed (mit Robert Stevens, ENG)
    - 2. Platz mit Team England

  - 1964 in Malmö
    - 1. Platz Doppel (mit Mary Shannon, ENG)
    - 1. Platz mit Team England

  - 1966 in London
    - 3. Platz Doppel (mit Mary Shannon-Wright, ENG)

  - 1968 in Lyon
    - 3. Platz Doppel (mit Kathleen Best,ENG)

  - 1970 in Moskau
    - Viertelfinale Einzel
    - 2. Platz Doppel (mit Agnes Simon)
    - Viertelfinale Mixed
    - 7. Platz mit Team Deutschland

  - 1972 in Rotterdam
    - Viertelfinale Einzel
    - Viertelfinale Doppel
    - 2. Platz mit Team Deutschland
- Europe TOP-12
  - 1972 in Zagreb: 8. Platz
  - 1973 in Böblingen: 11. Platz
- Internationale Meisterschaften
  - 1950–1955 England – 1. Platz Doppel (mit Rosalind Rowe)
  - 1952 Niederlande – 1. Platz Einzel
  - 1953 Niederlande – 1. Platz Einzel
  - 1953 Frankreich – 1. Platz Einzel
  - 1956 England – 1. Platz Doppel (mit Ann Haydon)
  - 1956 Niederlande – 1. Platz Einzel
  - 1960 Deutschland – 2. Platz Einzel
  - 1960 Deutschland – 1. Platz Doppel (mit Kathleen Best, ENG)
  - 1960 England – 1. Platz Doppel (mit Catherine Best)
  - 1961 Niederlande – 1. Platz Doppel (mit Rosemarie Gomolla)
  - 1961 Wales – 1. Platz Einzel
  - 1962 England – 1. Platz Einzel
  - 1962–1965 England – 1. Platz Doppel (mit Mary Shannon)
  - 1962 Niederlande – 1. Platz Einzel
  - 1962 Wales – 1. Platz Einzel
  - 1962 (Dez.) Wales – 1. Platz Einzel
  - 1964 Belgien – 1. Platz Einzel
  - 1964 Irland – 1. Platz Einzel
  - 1964 Deutschland – 3. Platz Einzel, 2. Platz Doppel (mit Mary Shannon, ENG)
  - 1965 Deutschland – 2. Platz Einzel, 1. Platz Doppel (mit Mary Shannon, ENG)
  - 1966 Deutschland – 3. Platz Einzel, 1. Platz Doppel (mit Mary Shannon-Wright, ENG)
  - 1968 Niederlande – 1. Platz Einzel, 1. Platz Mixed (mit Eberhard Schöler)
  - 1969 Ungarn – 1. Platz Einzel, 1. Platz Mixed (mit Eberhard Schöler)
  - 1969 Belgien – 1. Platz Doppel (mit Agnes Simon), 1. Platz Mixed (mit Eberhard Schöler)
  - 1969 England – 1. Platz Mixed (mit Eberhard Schöler)
  - 1970 Deutschland – 2. Platz Doppel (mit Agnes Simon), 3. Platz Mixed (mit Eberhard Schöler)
  - 1970 CSSR – 1. Platz Mixed (mit Eberhard Schöler)
  - 1972 Deutschland – 3. Platz Doppel (mit Edit Wetzel)
  - 1972 Österreich – 1. Platz Doppel (mit Agnes Simon)
- Nationale englische Meisterschaften
  - 1960: 1. Platz Einzel, 1. Platz Doppel (mit Jill Rook), 1. Platz Mixed (mit Johnny Leach)
  - 1961: 1. Platz Einzel
  - 1962: 1. Platz Einzel, 1. Platz Mixed (mit Johnny Leach)
  - 1964: 1. Platz Einzel, 1. Platz Mixed (mit Ian Harrison)
  - 1965: 1. Platz Mixed (mit Chester Barnes)
- Nationale deutsche Meisterschaften
  - 1967 in Berlin: 2. Platz Einzel, 2. Platz Doppel (mit Wiebke Hendriksen), 1. Platz Mixed (mit Eberhard Schöler)
  - 1969 in Hagen: 2. Platz Einzel, 2. Platz Doppel (mit Wiebke Hendriksen), 3. Platz Mixed (mit Eberhard Schöler)
  - 1970 in Frankfurt/Main: 1. Platz Einzel, 1. Platz Doppel (mit Wiebke Hendriksen), 3. Platz Mixed (mit Eberhard Schöler)
  - 1971 in Hannover: 3. Platz Einzel, 1. Platz Doppel (mit Agnes Simon), 3. Platz Mixed (mit Eberhard Schöler)
  - 1972 in Karlsruhe: 1. Platz Einzel, 1. Platz Doppel (mit Agnes Simon), 3. Platz Mixed (mit Eberhard Schöler)
  - 1973 in München: 3. Platz Einzel, 3. Platz Doppel (mit Monika Block), 1. Platz Mixed (mit Eberhard Schöler)
- Bundesranglistenturniere
  - 1967 in Hagen: 3. Platz
  - 1969 in Siegen: 2. Platz
  - 1970 in Augsburg: 1. Platz
  - 1971 in Duisburg: 2. Platz
- Ranglistenplätze
  - 1953 ITTF-Weltrangliste: 5. Platz
  - 1962 Europarangliste ETTU: 3. Platz
  - 1970 Deutsche Rangliste: 1. Platz
  - 1972 Deutsche Rangliste: 1. Platz

## Turnierergebnisse
| Verband | Veranstaltung       | Jahr | Ort       | Land | Einzel        | Doppel        | Mixed         | Team |
| ------- | ------------------- | ---- | --------- | ---- | ------------- | ------------- | ------------- | ---- |
| FRG     | Europameisterschaft | 1972 | Rotterdam | NED  | Viertelfinale | Viertelfinale |               | 2    |
| FRG     | Europameisterschaft | 1970 | Moskau    | URS  | Viertelfinale | Silber        | Viertelfinale |      |
| ENG     | Europameisterschaft | 1966 | London    | ENG  | Viertelfinale | Halbfinale    |               |      |
| ENG     | Europameisterschaft | 1964 | Malmö     | SWE  |               | Gold          | Viertelfinale | 1    |
| ENG     | Europameisterschaft | 1962 | Berlin    | FRG  | Silber        | Gold          | Halbfinale    | 2    |
| ENG     | Europameisterschaft | 1960 | Zagreb    | YUG  | Halbfinale    | Halbfinale    |               | 2    |
| ENG     | Europameisterschaft | 1958 | Budapest  | HUN  | Viertelfinale | Halbfinale    |               | 1    |
| FRG     | EURO-TOP12          | 1973 | Böblingen | FRG  | 11            |               |               |      |
| FRG     | EURO-TOP12          | 1972 | Zagreb    | YUG  | 8             |               |               |      |
| FRG     | Weltmeisterschaft   | 1973 | Sarajevo  | YUG  | letzte 64     | letzte 16     | letzte 16     | 7    |
| FRG     | Weltmeisterschaft   | 1971 | Nagoya    | JPN  | letzte 64     | letzte 16     | Halbfinale    | 7    |
| FRG     | Weltmeisterschaft   | 1969 | München   | FRG  | Viertelfinale | letzte 16     | Viertelfinale | 5    |
| FRG     | Weltmeisterschaft   | 1967 | Stockholm | SWE  | letzte 16     | letzte 16     | Viertelfinale |      |
| ENG     | Weltmeisterschaft   | 1965 | Ljubljana | YUG  | letzte 16     | letzte 16     | letzte 64     | 3    |
| ENG     | Weltmeisterschaft   | 1963 | Prag      | TCH  | letzte 16     | Silber        | letzte 64     | 5    |
| ENG     | Weltmeisterschaft   | 1961 | Peking    | CHN  | Viertelfinale | letzte 32     | letzte 32     | 7    |
| ENG     | Weltmeisterschaft   | 1959 | Dortmund  | FRG  | letzte 32     | Halbfinale    | letzte 64     | 4    |
| ENG     | Weltmeisterschaft   | 1957 | Stockholm | SWE  | letzte 16     | Silber        | Viertelfinale | 4    |
| ENG     | Weltmeisterschaft   | 1956 | Tokio     | JPN  | Viertelfinale | Halbfinale    | letzte 16     | 2    |
| ENG     | Weltmeisterschaft   | 1955 | Utrecht   | NED  | Viertelfinale | Silber        | letzte 16     | 3    |
| ENG     | Weltmeisterschaft   | 1954 | Wembley   | ENG  | Viertelfinale | Gold          | Viertelfinale | 3    |
| ENG     | Weltmeisterschaft   | 1953 | Bukarest  | ROU  | Halbfinale    | Silber        | Viertelfinale | 2    |
| ENG     | Weltmeisterschaft   | 1952 | Bombay    | IND  | letzte 16     | Silber        | Silber        | 3    |
| ENG     | Weltmeisterschaft   | 1951 | Wien      | AUT  | letzte 32     | Gold          | Halbfinale    | 3    |